# Raymond Lacam
Compléments
A créé le panneau Attention École
Roger Raymond Charles Lacam, né le 8 mars 1900 à Saintes et mort le 31 octobre 1962 à Gramat (Lot), était un archéologue français.

## Biographie
Raymond Lacam est né de parents lotois.
Il travaille tout d'abord comme dessinateur industriel à Paris, puis fonde à Gramat, une société dont une des activités était de fabriquer des panneaux de signalisation routière. Il dépose d'ailleurs un brevet pour le très célèbre panneau Attention École.
Pendant la Seconde Guerre mondiale, il est à l'origine du maquis de l'Alzou qui sortira de l'ombre le 6 juin 1944. Il participe au Comité de Libération de Gramat d'octobre 1944 à février 1945.

## Archéologie

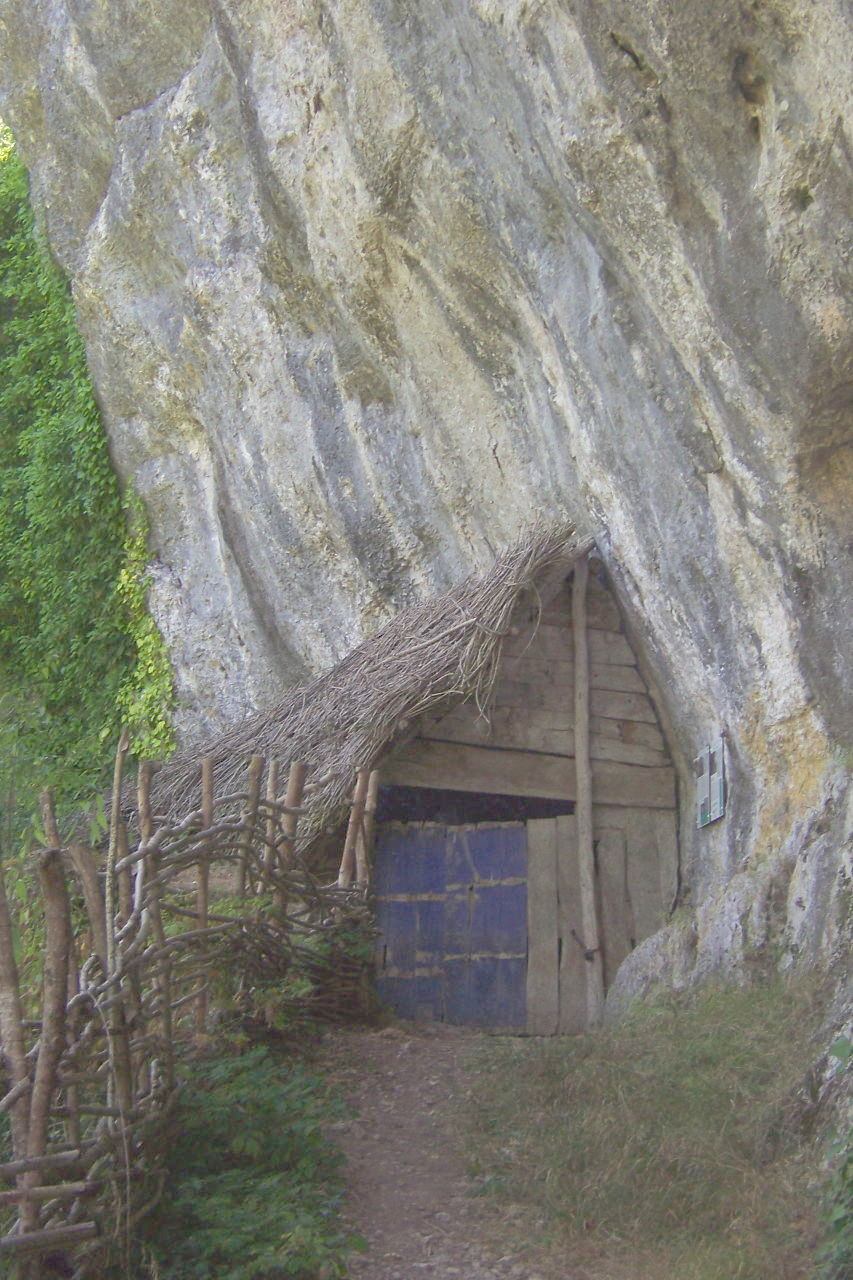
L'abri Pagès sur la gauche de la route du moulin de Caoulet au bord de l'Ouysse.

Raymond Lacam fouilla avec André Niederlender :
- Le Mas Viel, commune de Saint-Simon
- L'abri Pagès, l'abri du pont de Lapeyre à Rocamadour
- La doline de Roucadour à Thémines
- Le Cuzoul de Gramat

Le Cuzoul de Gramat fut le grand chantier de fouille de Raymond Lacam. Les travaux, menés entre 1923 et 1933, mirent en évidence une longue stratigraphie, intéressant principalement les phases récentes du Mésolithique. Du 18 au 28 mars 1928, il exhume, avec André Niederlender et Armand Viré, un squelette humain complet qui fut surnommé « l'homme de Gramat ». Cet homme préhistorique est rattaché au Tardenoisien, l'un des faciès du Mésolithique.
Ses collections ont été déposées au musée Amédée Lemozi de Cabrerets.

## Ouvrages et publications
- Le Gisement néolithique de Roucadour (Thémines -Lot) IIIe supplément à Gallia Préhistoire (CNRS) par André Niederlender, Raymond Lacam et Jean Arnal. (1966)